# Рубчаківна Надія Іванівна
Надія Іванівна Рубчаківна, у шлюбі Гура (*6 травня 1905, Галичина — †12 березня 1975, Чикаго) — українська акторка, співачка, діячка української діаспори. Виступала в театрі «Українська бесіда». Використовувала псевдонім Надія Рубчак-Гура.

## Життєпис
Народилась 6 травня 1905 у сім'ї діячів української культури Івана Рубчака і Катерини Рубчакової. Із старшими сестрами Ярославою і Ольгою, а також з дітьми інших акторів театру «Української бесіди» навчалась у школі, не бачачи батьків по 10 місяців на рік. Канікули були для дітей святом, оскільки вони могли їздити до батьків, що гастролювали. Там вони за підтримки батьків і їх друзів (серед яких був Лесь Курбас) ставили спектаклі. Про один з таких епізодів під час гастролей у Ходорові старша сестра Ярослава згадувала у спогадах 1973 року.
У 1929 році одружилася з Романом Гурою, відомим на Галичині лікарем і в минулому бійцем Української Галицької Армії, випускником Львівського університету. Проживали у Рава-Руській, де чоловік працював лікарем. Народила дітей Дану і Зенона.
Еміграція
З 1944 року з чоловіком в еміграції: спочатку у Австрії, а згодом у Німеччині. Там чоловік працював лікарем у таборах для переміщених осіб. 21 липня 1949 року з родиною прибула в Нью-Йорк (США). Жили спочатку у Філадельфії, згодом в Чикаго, де чоловік пройшов медичний тренінг. 26 листопада 1950 переїхали в Південну Дакоту, де чоловік практикував у місті Ігл-Бютт. З 1956 — у Говарді. Чоловік помер 15 листопада 1974 року.
Надія Рубчак-Гура померла 12 березня 1975 року в Чикаго (Іллінойс, США). Похована на цвинтарі Св. о. Миколая.

## Кар'єра
В театрі «Українська бесіда»
Надія Рубчаківна починала сценічну кар'єру з сестрою Ярославою Барничевою в Українській бесіді під керівництвом режисера Олександра Загарова. За словами театрального критика Валеріана Ревуцького: «Особливо Надя Рубчаківна виявляла великий сценічний хист, одідичений по мамі», акторці Катерині Рубчаковій.
О. Загаров на сцені Української бесіди у Львові поставив комедію «Панна Мара», прем'єра якої відбулася 10 жовтня 1923. Сценічна історія цього драматичного твору В. Винниченка розпочалась «з дебютом Надії Рубчаківни, яка успішно зіграла роль розбещеної екзальтованої поміщицької доньки Мари».
А комедії «Міс Гоббс» (Джером К. Джером), за словами критика, Олена Голіцинська в ролі Бесси і Надія Рубчаківна в ролі Мілісент «недоречно розпочали виставу плаксивими голосами і плакали… не як американські міс, а як українські горлиці з „Жарту життя“…».
В останній поставі Олександра Загарова на галицькій сцені («Отело» В. Шекспіра) Надія Рубчаківна грала Дездемону. Про її гру критик писав, що в цій ролі Надія Рубчаківна «створила гарний образ невинної жінки». А ось інший відгук: "Образ Дездемони Н. Рубчаківна почала доволі пасивно: «…тиха, лагідна, безмежно любляча і … неймовірно красива». І тільки у фінальній мізансцені — на смертному одрі — виявила «багато драматичної експресії».

## Ролі
Серед ролей в Театрі Української бесіди:
- Дездемона («Отелло» В. Шекспіра)
- Товаришка Анни по професії («Полум'я» Г. Мюллера)
- Мілісент («Міс Гоббс» Джером К. Джером, комедія на 4 дії)
- Мотруна («Циганка Аза» М. Старицького)
- Дося («Брехня» В. Винниченка)
- Мара («Панна Мара» В. Винниченка)[6]